# جوردن كونروي
جوردن كونروي (بالإنجليزية: Jordan Conroy)‏ هو لاعب  سباعيات رغبي ‏ أيرلندي، ولد في 10 مارس 1994 في Tullamore ‏ في جمهورية أيرلندا.

## وصلات خارجية
- جوردن كونروي على موقع سلسلة سباعيات الرغبي العالمية - رجال (الإنجليزية)
- جوردن كونروي على موقع أوليمبيديا (الإنجليزية)